# Memento mori
„Memento mori“ е известен латински израз, който може свободно да бъде преведен като „Помни, че си смъртен“, „Помни, че ще умреш“ или „Помни смъртта си“, „Осъзнай смъртността си“. С израза се наименува и жанр артистични произведения, които се различават широко едно от друго, но имат една и съща цел – да напомнят на хората за тяхната собствена преходност, смъртност.

## Исторически произход и история на духовното развитие
След като към края на управлението на Каролингите през т. нар. „Тъмен век“ между 882 – 962 г. църковният живот бил достигнал дъното на морала и се били появили сериозни неуредици, ново контра-движение в началото на Развитото средновековие, особено Клюнийската реформа, довели до повишен аскетизъм и пречистване на църквата от всичко светско, особено в манастирите, и нарастваща мистицизъм (най-известна е бенедиктинката Хилдегард фон Бинген). Около 150 реформаторски манастира са били основани тогава само в Германия и около 2000 в цяла Европа. Ръководна мисъл тогава е била преходността/смъртността, от която неизбежно се стига до заключението, че най-важното в живота е да се подготвим за смъртта и последващия я Страшен съд, за да осигурим собственото си душеспасение. Подобни идеи е имало отново и отново по-късно и в други религии, но рядко с такава абсолютна последователност.
Друга последица от Клюнийската реформа (след като тя постепенно затихва и губи своята актуалност, а абатството Клюни забогатява и започва да проявява признаци на морален упадък) е основаването на Цистерцианския орден от 1112 г. нататък, който е насочения към съзерцание и цели да съживи стриктното спазване на орденските правила на Бенедикт Нурсийски (Правила на Свети Бенедикт) за живот в бедност и според принципа на Ora et labora, който е формулиран едва през късното средновековие. Бернхард фон Клерво е решаващ за процъфтяването и разрастването на цистерцианците. Няколко папи подкрепиха реформата, най-вече Лъв IX., Григорий VII, Урбан II и Пасхал II, докато борбата за инвеститура с германския крал и по-късно римски император Хайнрих IV бушува и политически сътресения с няколко антипапи разтърсват Светия престол. Последните трима папи преди това са били монаси в абатството Клюни.
Катастрофалното епидемично появяване на чумата в Европа през средата на 14 век отново води до засилване на актуалността на фразата Momento mori (виж Чумни пандемии). Херман Хесе се разработва тази тема от литературна гледна точка в своя роман „Нарцис и Голдмунд“, публикуван през 1930 г. Също така и в изобразителното изкуство се срещат поразително често изображения на memento mori в този контекст, особено върху и в църковните и манастирски сгради. Типични изображения са тия на танца на смъртта и по-късно колоните на чумата.
Дори самата Библия предава съзнание на преходност на читателя в различни моменти. Оригиналът memento mori би могъл да произхожда например от Псалтир 90, стих 12: „Научи ни тъй да броим дните си, че да придобием мъдро сърце.“. Memento mortis („възпоменавай смъртта") също се използва. С мотива се свързват поговорки като Media vita in morte sumus (В средата на живота сме в смъртта) или Mors certa hora incerta (Смъртта е сигурна, часът е несигурен), например на часовника на кметството в Лайпциг (около 1900 г.). И тук обаче, както и в други форми, например в изкуството, вече има постклюнийска плиткост на първоначално дълбоката философско-богословска концепция на Клюнийската реформа до стигане на декоративната ѝ функция в наши дни.

## В Римската империя
В Древния Рим използвали израза „Memento moriendum esse“, което буквално означава „помни, че си смъртен“, „помни смъртта“. Когато някой победоносен пълководец се завръщал в Рим, бивало устройвано триумфално почетно шествие при влизането му в града. Докато всички посрещали триумфиращия с радостни възгласи „Io, Triumphe“ специално ангажиран роб държал венеца на пълководеца и му нашепвал в ухото „Memento mori“, за да не се възгордее прекалено.

## През РаннотоСредновековие
Тогава Църквата проповядвала пълно отказване от всички земни радости и блага, в името на благочестието и вечния живот, който очаквал праведниците. За утешение в лишенията от радостите на живота духовниците непрекъснато повтаряли: „Memento mori, homine, quia pulvis es et in pulverem reverteris“ – „Помни смъртта, човеко, защото си прах и в прах ще се превърнеш“. Монасите в манастирите използвали „Memento mori“ вместо „Добро утро, добър ден, добър вечер и лека нощ“. На големи празници и в особено радостни случаи се поздравявали с антипода на „Memento mori“ – „Memento vivae“ (помни живота; не се отказвай напълно от радостите, които Бог ни е дал и на този свят)

## През Късното Средновековие
Тогава изразът бил съкратен до „Memento mori“. В изкуствознанието се употребява за определени мотиви от средновековното изкуство. Най-разпространеният е т. нар. Tанц на смъртта, изображения на редици алегорично представени танцуващи хора, водени от смъртта. Начело на „хорото“ винаги стои папата, следват висши духовници, благородници, рицари, селяни. Накрая са просяците и бедните. Танцът на смъртта следва идеята, че пред смъртта всички са равни.

## По-късна адаптация в поезията и изобразителното изкуство
Мотивът Momento mori избледнява с течение на времето до чисто формален девиз върху надгробните камъни, до девиз в некролозите и накрая се появява просто като чисто художествен мотив в натюрморти. Може да се срещне като стилов мотив във всички епохи на изкуството. Типични мотиви в натюрморта Vanitas са гниещи плодове, нарове, покрити с мухи, обърнати чаши за вино, черепи и подобни предмети, които символизират преходността. Свързан мотив представляват също така изображения на Танца на смъртта, например от Ханс Холбайн Млади.
Идеята на Memento mori, макар и отслабена и нерелигиозна, продължава да живее до Новото време и може да се срещне тук например в творчеството на Салвадор Дали, на фотографа Ман Рей или художника на попарт Анди Уорхол. Кинематографично темата е третирана от Ингмар Бергман през 1957 г. в „Седмият печат“ и през 1998 г. от Мартин Брест в „Да срещнеш Джо Блек“.
- Средновековен стенопис – картината е отрез от таванната живопис на църквата в Скиби в Зеландия в Дания от 1065 г. и показва жизнерадостта на трима млади крале на коне с тигрови багри, ловни кучета и соколи и след това смъртта, към която ненадейно яздят
- Memento Mori на броеница от началото на 16 век: живот (лице) и смърт (череп) разделени върху глава, като амулет
- Изложба в замъка Амбрас (Австрия). Скелет, изобразен в стойка, силно наподобяваща танц. Счита се че е творба от Ханс Лайнбергер, в инвентара на замъка от 1596 г.
- Църква „Св. Георг“, Тюбинген. Детайл от един от надгробните паметници: Memento mori. Бароков стил
- Пол Сезан – Натюрморт с череп (1895 – 1900 г.), масло
- Анита Ри – Натюрморт със смъртната маска на Хебел, 1915 г., масло

## Като име в киното, литературата и музиката
- Мементо Мори (песен), песен на Architects
- Мементо мори (роман), роман на Мюриъл Спарк
- Мементо мори (филм), филм на Ким Мен Сун,
- Memento mori (албум), албум на Umbra et Imago
- Memento Mori (група), дуум метъл група от Швеция
- Memento Mori (албум), албум на Flyleaf
- Memento Mori (песен), песен на Kamelot
- Memento Mori (песен), песен на Moonspell
- Memento Mori (песен), песен на Lamb Of God
- Memento Mori  (албум), албум на  Depeche Mode, излязъл през 2023 година.